# André Soulange-Bodin
André Soulange-Bodin, né le 11 mai 1855 et mort le 30 septembre 1937, est un diplomate et historien français.

## Biographie
Licencié en droit à Paris en 1876, il devient historien et diplomate. Il est ministre plénipotentiaire, sous-directeur à la Direction des affaires politiques au ministère des Affaires étrangères.
Il est également maire d'Arcangues et président d'honneur de la Croix-Rouge française.
Il est le père d'Henry Soulange-Bodin (1885-1965) et de Roger Soulange Bodin, président des sucres Sommier, mort en déportation.

## Publications
- L'Avant-guerre allemande en Europe, 1918, prix Marcelin Guérin de l’Académie française en 1919
- À travers la nouvelle Europe, hier-aujourd'hui, 1926
- En Allemagne ! Conférence donnée à la Société d'histoire générale, le 20 mai 1919, 1919
- L'Avant-guerre allemande en Angleterre, 1916
- La Diplomatie de Louis XV et le pacte de famille, 1894
- Le Pacte de famille, 1891
- La Mission du duc de Nivernais à Londres (1762-1763), 1886
- Pro socio. Du Mari comme chef de la communauté. Des associations en participation, 1876

## Distinctions
- Officier de la Légion d'honneur